# Chanelle Price
Chanelle Price (* 22. August 1990 in Livingston, New Jersey) ist eine ehemalige US-amerikanische Leichtathletin, die sich auf den Mittelstreckenlauf spezialisiert hat. Ihren größten Erfolg feierte sie mit dem Sieg über 800 Meter bei den Hallenweltmeisterschaften 2014 in Sopot sowie der Goldmedaille bei den NACAC-Meisterschaften 2015 in San José.

## Sportliche Laufbahn
Chanelle Price wuchs in Easton, Pennsylvania auf und 2007 sammelte sie erste Erfahrungen bei einer internationalen Meisterschaft, als sie bei den Jugendweltmeisterschaften in Ostrava in 2:06,55 min den sechsten Platz über 800 Meter belegte. 2008 begann sie ein Studium an der University of Tennessee und im Jahr darauf gewann sie bei den Panamerikanischen Juniorenmeisterschaften in Port-of-Spain in 2:05,13 min die Silbermedaille. 2009 und 2010 wurde sie NCAA-Collegemeisterin in der Halle in der Distanz-Staffel und 2012 siegte sie in 2:04,48 min über 800 Meter bei den U23-NACAC-Meisterschaften in Irapuato. 2014 startete sie bei den Hallenweltmeisterschaften in Sopot und siegte dort überraschend in 2:00,09 min. Im Mai wurde sie in 1:59,75 min Zweite bei der Doha Diamond League und siegte kurz darauf in 8:01,58 min bei den World Relays in Nassau gemeinsam mit Geene Lara, Ajeé Wilson und Brenda Martinez in der 4-mal-800-Meter-Staffel. Im Jahr darauf siegte sie bei den IAAF World Relays 2015 ebendort in 8:00,62 min gemeinsam mit Maggie Vessey, Molly Beckwith-Ludlow und Alysia Montaño und stellte damit einen neuen Nordamerikarekord auf. Im August siegte sie dann in 2:00,48 min über 800 Meter bei den NACAC-Meisterschaften in San José und bei den IAAF World Relays 2017 auf den Bahamas siegte sie in 8:16,36 min erneut in der 4-mal-800-Meter-Staffel gemeinsam mit Chrishuna Williams, Laura Roesler und Charlene Lipsey. 2021 bestritt sie ihre letzte Wettkampfsaison und beendete daraufhin ihre aktive sportliche Karriere im Alter von 31 Jahren.

## Persönliche Bestleistungen
- 800 Meter: 1:58,73 min, 27. Juni 2021 in Eugene
  - 800 Meter (Halle): 2:00,09 min, 9. März 2014 in Sopot
- 1500 Meter: 4:11,13 min, 14. August 2021 in Memphis